# Owen Magnetic
Owen Magnetic (Оуен Магнетик) — з 1914 року американський виробник автомобілів. Штаб-квартира розташована в місті Вілкс-Барре, штат Пенсільванія. У 1922 році компанія припинила виробництво автомобілів.

## Юстус Балклі Енц
На зорі свого зародження автомобілі взагалі не мали багатоступеневих коробок передач, першою двоступеневу трансмісію встановила на свій автомобіль фірма Renault, після чого вони стали з'являтися і на інших автомобілях, але це були не синхронізовані коробки передач, часто з прямими зубами. Щоб увімкнути потрібну передачу, потрібно було мати часто незвичайну силу, тож дами на перших порах могли тільки мріяти про управління автомобілем. Потім з'явилися планетарні, косозубі коробки передач.
Юстус Балклі Енц народився в 1867 році, у віці 20 років він влаштувався електриком в компаніюEdison Machine Works, де біля керма стояв Томас Едісон. Юстус пропрацював тут три роки, дослужившись до головного електрика-інженера. Залишивши за собою кілька патентів, він пішов в інше підприємство. Працюючи на Electric Storage Battery Company, Юстус розробляє електричну трансмісію, яка агрегатувалася з бензиновим двигуном, у 1898 році будується прототип Columbia Mark IX для компанії Pope Manufacturing Company. Альберт Аугуст Поуп мав кілька підприємств, у тому числі фірму Columbia, яка з 1877 року виготовляла велосипеди, а з 1896 року вирішила зайнятися і виробництвом автомобілів, почавши з електромобілів. Але перші машини стали випускати лише через рік. Ця фірма припинила виробляти автомобілі в 1915 році, але педальний транспорт виготовляє й досі.
У 1898 році був готовий прототип автомобіля з бензиновим двигуном і електричною трансмісією; випробовувати його взявся головний конструктор автомобільного підрозділу фірми Columbia — Хайрам Персі Максим, син Хайрама Стівенса Максима, який відомий як творець «кулемета Максима». Під час випробувань автомобіль загорівся і був повністю знищений вогнем. Не дивлячись на фіаско, Енц отримує патент на свій винахід.
У 1902 році Енц проєктує електромагнітну коробку передач, принцип її роботи був простий — маховик двигуна виробляв магнітне поле, завдяки якому приводився в дію з'єднаний з динамо (що уловлювало магнітне поле) кардан головної передачі (редуктор ведучого моста). Кардан обертався швидше або повільніше залежно від оборотів маховика, тож ніякої коробки передач не було, просто спосіб передачі крутного моменту. Енц був винахідником, тому сам він не замислювався про серійне виробництво своїх винаходів, а продавав ліцензії тим, у кого був інтерес до них. Так ліцензію викуповує фірма, що виготовляла парові автомобілі White, проте їм ліцензія не придалася, і вони продають її в 1912 році Уолтеру Бейкеру, главі Baker Electric Vehicle Co, той у свою чергу перепродує через роки права на неї Реймонд Мозесу Оуену.

## Ральф Оуен
У 1914 році Рей Оуен засновує в Нью-Йорку компанію R.M. Owen Co, що планувала продавати автомобілі вищого класу з електромагнітною трансмісією, на допомогу до нього приходить старший брат — Ральф Оуен. Ще в 1899 році, живучи в Клівленді, вони побудували свій перший автомобіль, після чого Реймонд поїхав до Нью-Йорку, де відкрив центр з продажу автомобілів марки Oldsmobile, а Ральф став будувати кар'єру менеджера у фірмі Olds Motor Works.

## Автомобілі Owen
Коли Олдса вигнали із власної компанії і він заснував REO, то Ральф Оуен пішов за ним. У листопаді 1909 року Ральф Оуен спільно з Ангусом Смітом і Френком Робсоном (які також до цього працювали в REO) засновує в Детройті власну компанію — Owen Motor Car Company. Фірма почала випускати автомобіль з великими колесами (діаметр був більше метра), на який встановили 6.9 л 4-циліндровий мотор власної конструкції, розвивав він цілком пристойні тоді 60 к.с. За перший рік існування було побудовано всього 35 автомобілів, тоді в 1910 році Ральф звертається до свого брата Рея з проханням реалізовувати автомобілі Owen через свою мережу представництв. Брат продає ще 31 автомобіль, а в листопаді того ж року Олдс викуповує підприємство у своїх колишніх працівників. Марка Owen проіснувала до 1914 року, після чого завод був проданий фірмі, що виготовляла автомобілі марки K-R-I-T. Автомобілі марки Owen були дуже дорогими: за ціну закритої моделі Berlin можна було купити п'ять автомобілів Ford T або Hupmobile 20. Проте за ці гроші клієнти отримували досить передові автомобілі для свого часу: по-перше, кермо у них спочатку розташовувалося зліва, а важіль КПП був розташований на підлозі по центру (праворуч від керма); по-друге, двигун в автомобілів був довгохідним, тоді як основна маса двигунів мала короткий хід поршня. У 1914 році Ральф Оуен залишив підприємство, яке через деякий час закрилося, а його партнери по бізнесу повернулися працювати до Олдса.

## Автомобілі Owen Magnetic
Протягом 1914 року йшла розробка перспективної моделі, причому налагодження механізмів здійснювали на шасі Austro-Daimler, дебют нової машини відбувся в січні 1915 року на Нью-Йоркському автосалоні. Автомобіль Owen Magnetic Model II був оснащений 6-циліндровим 5.9 л двигуном потужністю 50 к.с., трансмісія у нього була електромагнітною, яка не мала прямого механічного зв'язку з маховиком бензинового двигуна. Це був генератор з інтегрованими в нього двома електромоторами, один мотор відповідав за рух вперед, другий надава автомобілю заднього ходу. На підлозі автомобіля було дві педалі: газ і гальма, інше управління йшло через квадрант, встановлений на кермовому колесі.
Загалом на квадранті було дев'ять позицій: зарядка акумуляторів (електросистема автомобіля мала 24-вольтову схему, в той час як прості автомобілі задовольнялися довгий час 6-вольтовою); запуск; нейтраль (магнітний ланцюг був розімкнутий); і шість різних передач (кожна відповідала за певний швидкісний діапазон), не дивлячись на те, що в рекламних проспектах машина рекламувалася як автомобіль з 1000 передачами. Цікавим рішенням було й те, що гальмувати машина могла також завдяки трансмісії (зі швидкості 40 км на годину і нижче), при гальмуванні водій вмикав важіль і генератор переходив на рекуперацію, він починав знижувати оберти і заряджати попутно акумулятори автомобіля. Якщо машина перебувала на ухилі до 20 градусів, то задній міст блокувався трансмісією і при запуску машина не скочувалася вниз.
Творці рекламували свій автомобіль як оснащений 1000-ступінчастою трансмісією через те, що розгін автомобіля був дуже плавний, до 40 км на годину машина розганялась за 10 секунд, а максимальна швидкість складала майже 90 км на годину, і це був важкий і солідний автомобіль, а не гоночний болід. Незабаром до 5.9 л моделі додається модель Model IV, яка була оснащена 6-циліндровим 6-літровим 60-сильним двигуном фірми Buda, обидві вони мали однакову базу коліс — 3.45 м, кузови (а їх було п'ять типів) були виконані в тевтонському стилі, у Німеччині та Австро-Угорщині була тоді мода на V-подібні радіатори, такі ж ставили і на Owen Magnetic. Owen Magnetic став одним з перших автомобілів, чий дизайн був створений жінкою: Беллі Ендрьюс була автором усіх п'яти типів кузова, а також інтер'єру до них.
До жовтня 1915 року було продано близько 250 автомобілів цієї марки, коли Рей Оуен вирішує об'єднати свої сили з Baker, Rauch & Lang: у грудні він переносить виробництво автомобілів з Нью-Йорка в Клівленд. Шасі стали будувати на потужностях, де випускалися електромобілі Baker, а основна маса кузовів надходила від фабрики Rauch & Lang, сам Оуен отримує місце віцепрезидента в корпорації Baker, Rauch & Lang Co. Автомобілі, що випускалися в Клівленді, отримали індекс Series М25 і Series О36 (останні дві цифри — від довжини бази коліс у дюймах), перший отримав шасі меншого розміру, їх база дорівнювала 3.17 м, а також новий мотор від фірми Continental, його об'єм дорівнював 5.0 л, а потужність — усього 30 к.с., друга модель була технічною копією колишньої Model IV.
У 1919 році Baker, Rauch & Lang консолідував свої сили на випуск продукції для потреб армії США, тому Оуен вирішує перенести виробництво свого автомобіля в Пенсільванію, у містечко Вілкс-Барре на потужності, де до цього випускалися автомобілі фірми Matheson Motor Car Company. Там стали випускати нову модель — Series W42, машина виросла в габаритах, шасі досягли 3.6 м у базі, двигун також став більшим, тепер він видавав 80 к.с. при 6.8 літрах об'єму, розганяючи авто до 100 км на годину. Але й без того недешеві автомобілі стають ще дорожчими, продукція того ж Cadillac здавалася дешевою в порівнянні з Owen Magnetic, яка перетворюється в одну з найдорожчих і фешенебельних марок США, якою не гребували досить-таки відомі люди, наприклад, відомий оперний співак Карузо.

## Автомобілі Crown Magnetic та Ensign Magnetic

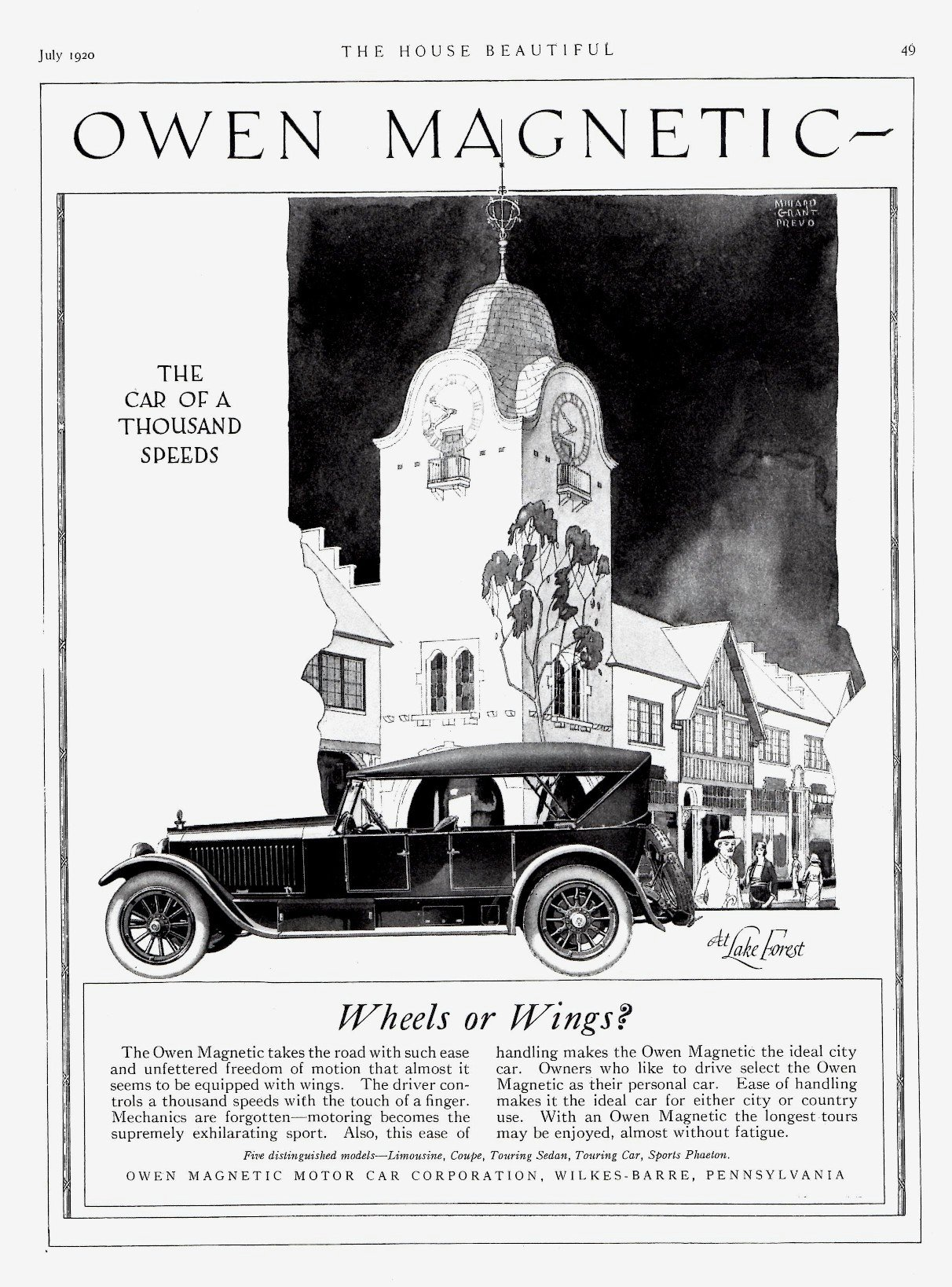
Owen Magnetic Model 60 Phaeton

У серпні 1920 року підприємство Рея Оуена оголошує про свою неспроможність, але ще до цієї події він підписав угоду про постачання 500 автомобілів в Англію. Джон Краун, власник John Crown and Sons, попросив постачати йому Model 60, які до того моменту вже мали видозмінений дизайн, що відповідав смакам початку 20-х років, під маркою Crown Magnetic. На момент, коли Owen Magnetic Motor Co збанкрутував, в Англію було поставлено 25 автомобілів з логотипами Crown Magnetic.
Після банкрутства американського підприємства британець викуповує право на виробництво автомобіля і трансмісії. А поки шукалися можливості для випуску автомобілів, британська фірма Greenwood & Barley з міста Лідс починає виробництво електромагнітних трансмісій, які фірма Джонса і його напарника Герольда Джонсона стала встановлювати на замовлення на автомобілі бельгійської марки Minerva. Утворена для реалізації проєкту фірма Crown Limited знаходить компаньйона для виробництва автомобілів, фірма з Лондона — British Ensign Motors, береться за виробництво автомобілів, але під своїм ім'ям — Ensign Magnetic. Конструкція авто була дещо спрощена, зокрема пропала можливість екстреного гальмування, вбудована в електромагнітну трансмісію. У липні 1923 року Краун спільно з Едвардом Джіллеттом і головним конструктором своєї фірми на прізвище Джеймс відправляються в Італію на заводи фірм FIAT і Isotta Fraschini, щоб продати їм ліцензію на трансмісію, якою був оснащений їхній автомобіль. У Франції, перетинаючи Мон-Сеніс, автомобіль закипів, після чого, майже досягши Італії, у французькому місті Модані вони потрапляють в аварію. У підсумку британці повернулися додому ні з чим: ані Fiat, ані IF не зацікавилися конструкцією.
Після повернення додому Краун, зрозумівши, що майбутнього в електромагнітної трансмісії немає, виводить усі свої активи з фірм, з якими він був пов'язаний, включаючи British Ensign Motors, яка встигла побудувати всього кілька автомобілів. Джон Краун переселяється до Німеччини й масово скуповує там нерухомість. Так закінчилася історія з електромагнітною трансмісією, яка в новій своїй формі воскресла майже через 100 років після цих подій.
Ціна автомобілів, оснащених інноваційною трансмісією, вплинула на їхню популярність: загалом було побудовано за всі роки близько 900 автомобілів, що мали у своєму імені додаток Magnetic (874 з них Owen Magnetic), але основною проблемою було те, що при поломці мало хто брався за ремонт, тим більше під капотом була табличка: «При поломці не ремонтувати самому, а відправити на завод виробника», що теж не сприяло популярності автомобіля, хоча трансмісія була досить надійною, і на більшості збережених до наших днів автомобілях вона в первозданному вигляді.

## Список автомобілів Owen
- 1910 — Owen 60HP

## Список автомобілів Owen Magnetic
- 1915 — Owen Magnetic Model II
  - Owen Magnetic Model IV
  - Owen Magnetic Series M25
  - Owen Magnetic Series O36
- 1919 — Owen Magnetic Series W42
- 1920 — Owen Magnetic Model 60

## Список автомобілів Crown Magnetic
- 1920 — Crown Magnetic Model 60

## Список автомобілів Ensign Magnetic
- 1920 — Ensign Magnetic Model 60